# Hemisturmia flavipalpis
Hemisturmia flavipalpis är en tvåvingeart som beskrevs av Guimaraes 1983. Hemisturmia flavipalpis ingår i släktet Hemisturmia och familjen parasitflugor. Inga underarter finns listade i Catalogue of Life.